# Giovanni Mastel
Giovanni Mastel (Belluno, 6 maggio 1943 – 21 dicembre 2021) è stato un hockeista su ghiaccio italiano.

## Carriera
In carriera ha vinto dieci scudetti con la maglia del Cortina, con cui ha giocato tra il 1961 e il 1976 e poi nelle stagioni 1977-1978 e 1985-1986, divenendone uno dei giocatori simbolo di quel periodo. Nella sua lunga carriera ha vestito anche le maglie di Alleghe (1976-1977), Valpellice (1978-1981), Auronzo (1983-1984), Zoldo (1987-1988) e Dobbiaco (1989-1990).
Ha lungamente indossato anche la maglia della nazionale azzurra, con cui ha esordito nel novembre 1963. Ha disputato quattro edizioni del mondiale di gruppo C e sei di gruppo B, oltre ad aver preso parte alla spedizione olimpica di Innsbruck 1964.

## Palmarès
- Campionato italiano: 10

Cortina: 1963-1964, 1964-1965, 1965-1966, 1966-1967, 1967-1968, 1969-1970, 1970-1971, 1971-1972, 1973-1974, 1974-1975
- Coppa Italia: 2

Cortina: 1972-1973, 1973-1974